# Echinoderes levanderi
Echinoderes levanderi är en djurart som tillhör fylumet pansarmaskar, och som beskrevs av Tor Karling 1954. Echinoderes levanderi ingår i släktet Echinoderes och familjen Echinoderidae.
Artens utbredningsområde är Östersjön. Arten är reproducerande i Sverige. Inga underarter finns listade i Catalogue of Life.